# Henri Boério
Henri Boerio född den 13 juni 1952 i Sétif, Algeriet, är en fransk gymnast.
Han tog OS-brons i räck i samband med de olympiska gymnastiktävlingarna 1976 i Montréal.